# Арсизак-э-Англь
Арсиза́к-э-Англь (фр. Arcizac-ez-Angles, окс. Arcisac eths Angles, [arsi'zak éz' anglés]) — коммуна во Франции, находится в регионе Юг — Пиренеи. Департамент — Верхние Пиренеи. Входит в состав кантона Лурд-Эст. Округ коммуны — Аржелес-Газост.
Код INSEE коммуны — 65020.

## География
Коммуна расположена приблизительно в 670 км к югу от Парижа, в 130 км юго-западнее Тулузы, в 16 км к югу от Тарба.
По территории коммуны протекает река Эшес.

## Климат
Климат умеренно-океанический с солнечной тёплой погодой и обильными осадками на протяжении практически всего года.

## Население
Население коммуны на 2010 год составляло 277 человек.
| 1962 | 1968 | 1975 | 1982 | 1990 | 1999 | 2010 |
| ---- | ---- | ---- | ---- | ---- | ---- | ---- |
| 158  | 138  | 130  | 127  | 157  | 193  | 277  |

## Администрация
| Период | Период | Фамилия       | Партия | Примечания |
| ------ | ------ | ------------- | ------ | ---------- |
| 1975   | 2012   | Мишель Лавинь |        |            |
| 2012   | 2020   | Поль Хабатжу  |        |            |

## Экономика
В 2010 году среди 180 человек трудоспособного возраста (15-64 лет) 148 были экономически активными, 32 — неактивными (показатель активности — 82,2 %, в 1999 году было 80,7 %). Из 148 активных жителей работали 141 человек (72 мужчины и 69 женщин), безработных было 7 (5 мужчин и 2 женщины). Среди 32 неактивных 15 человек были учениками или студентами, 10 — пенсионерами, 7 были неактивными по другим причинам.

## Достопримечательности
- Церковь Св. Капрэ

## Фотогалерея

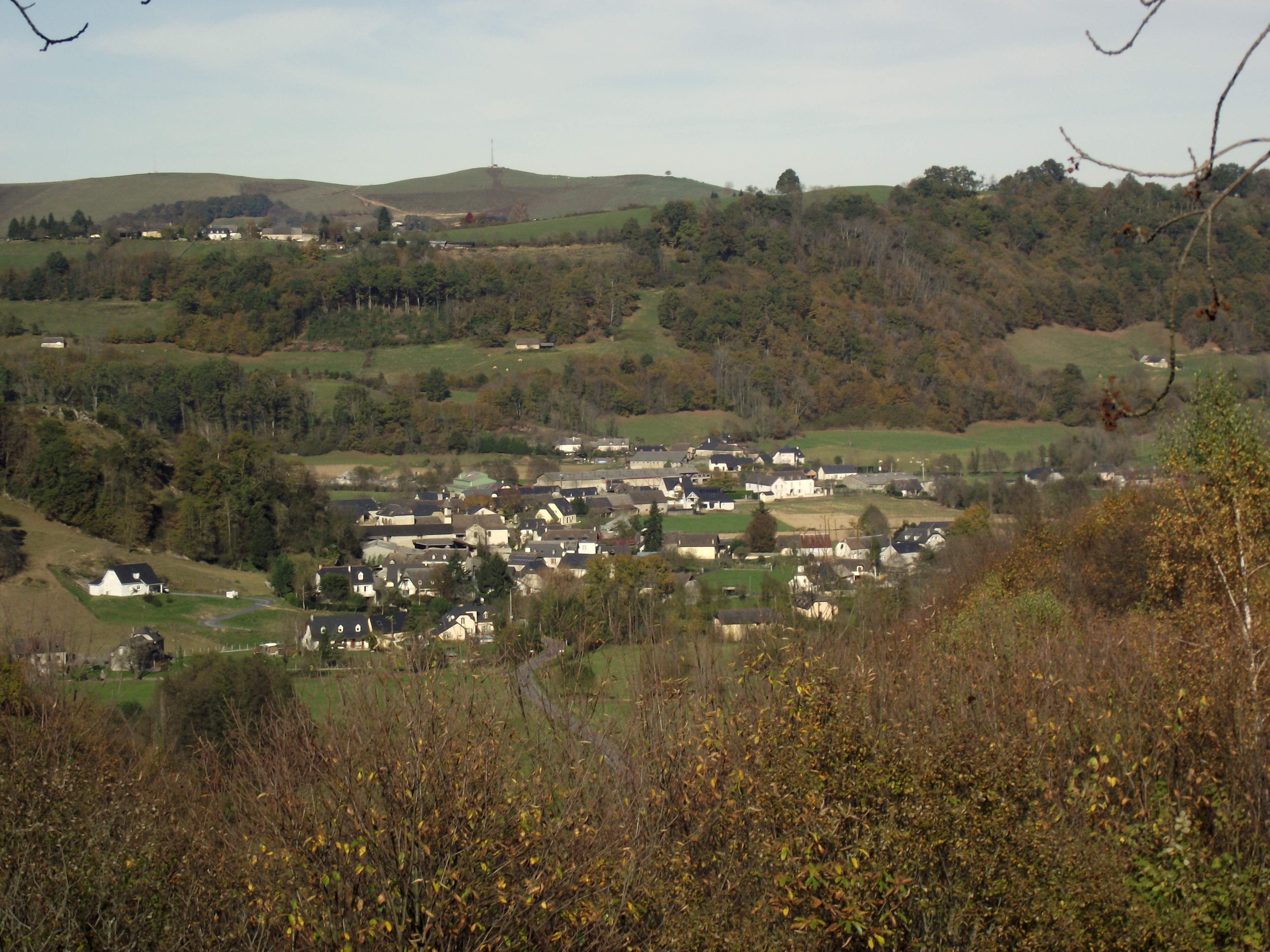
Арсизак-э-Англь
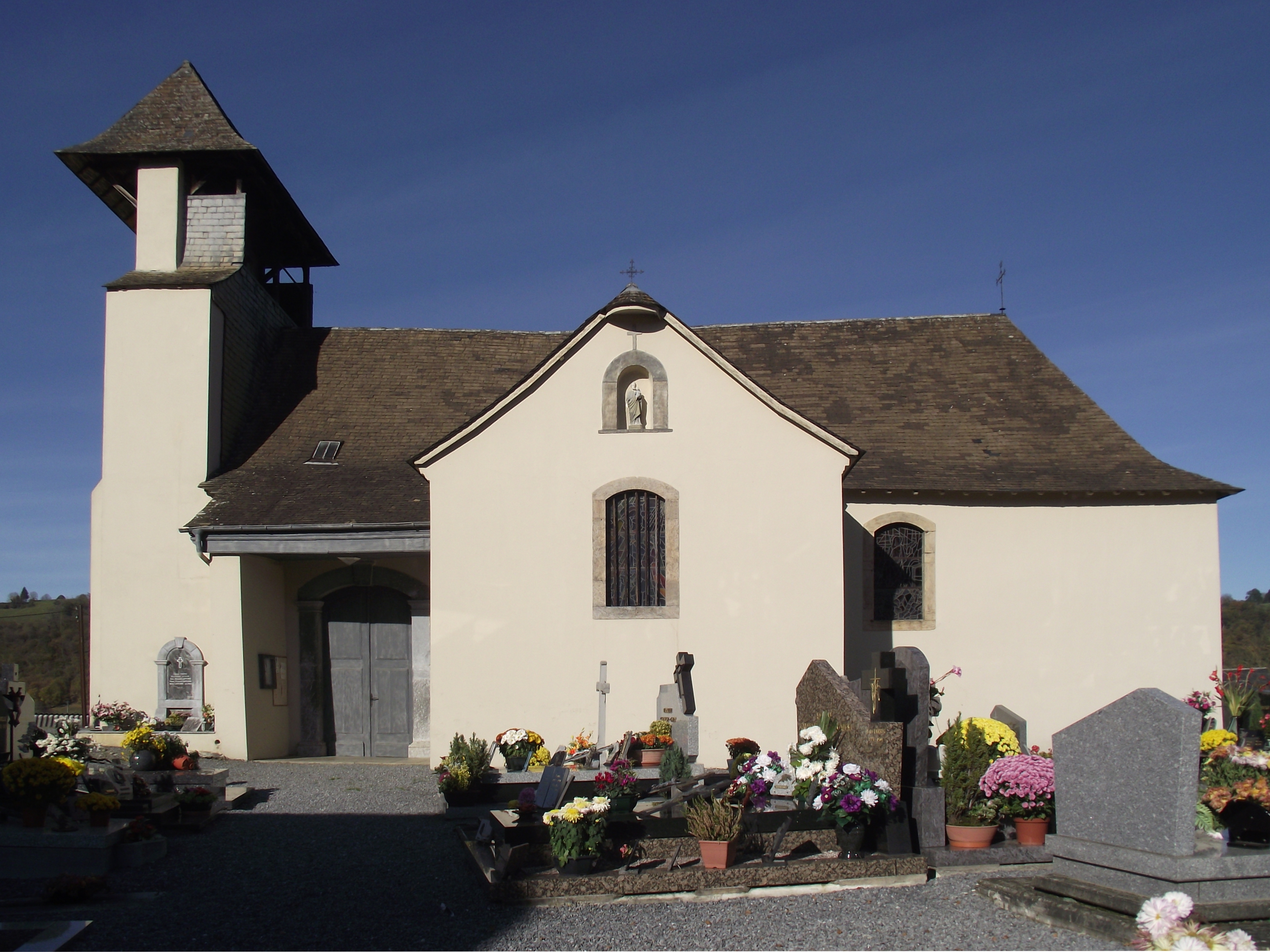
Церковь Св. Капрэ
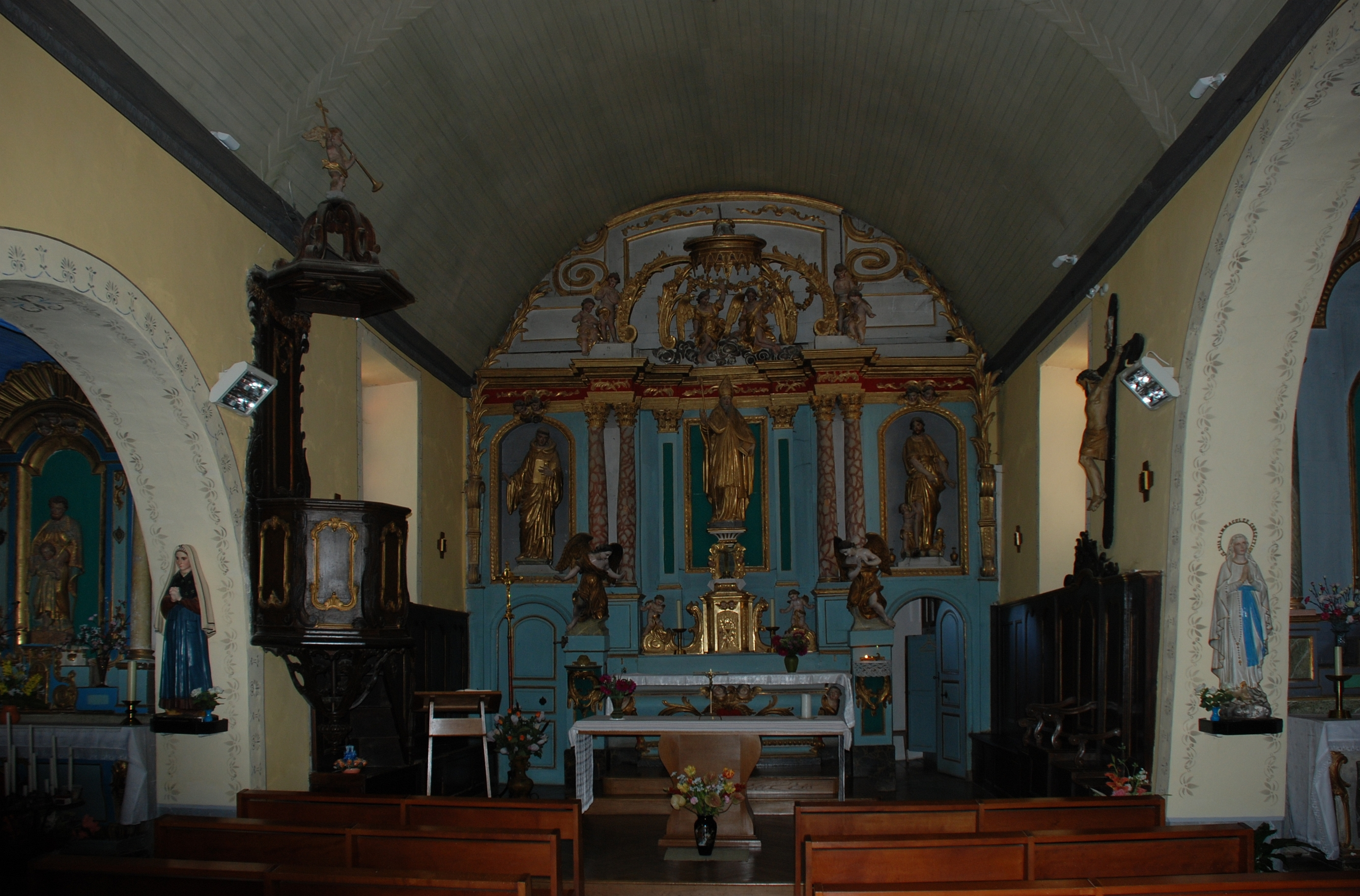
Интерьер церкви Св. Капрэ
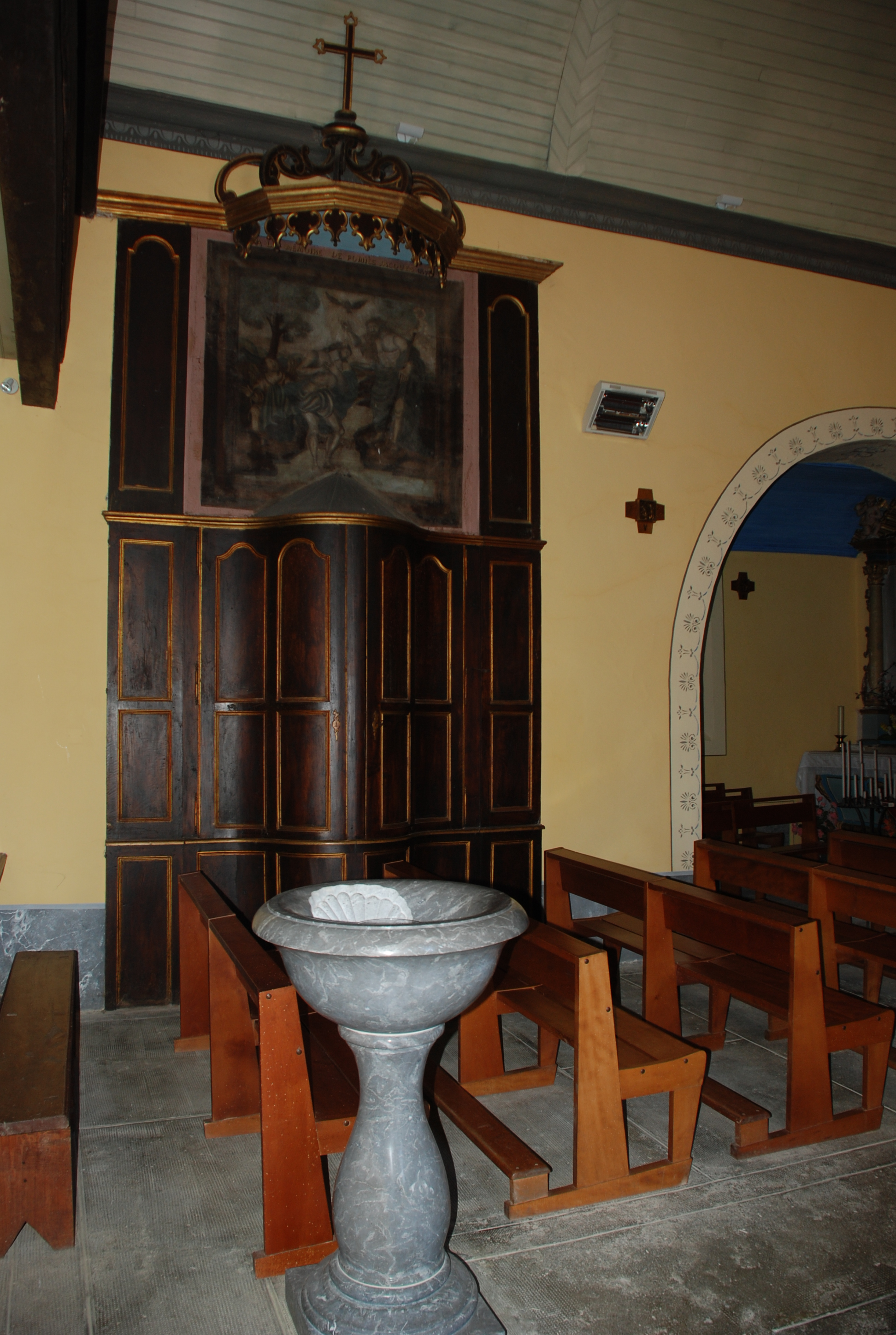
Интерьер церкви Св. Капрэ
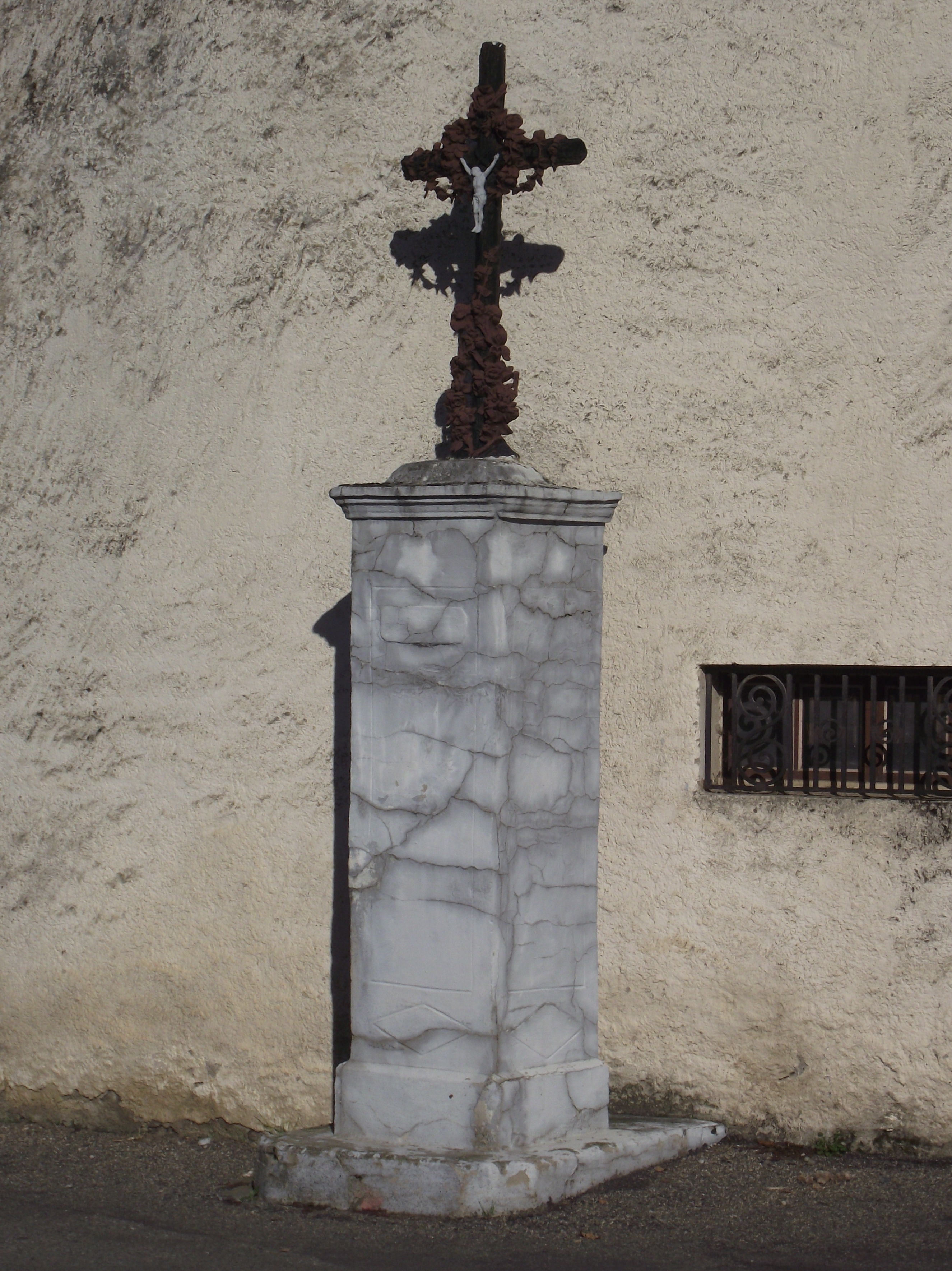
Крест
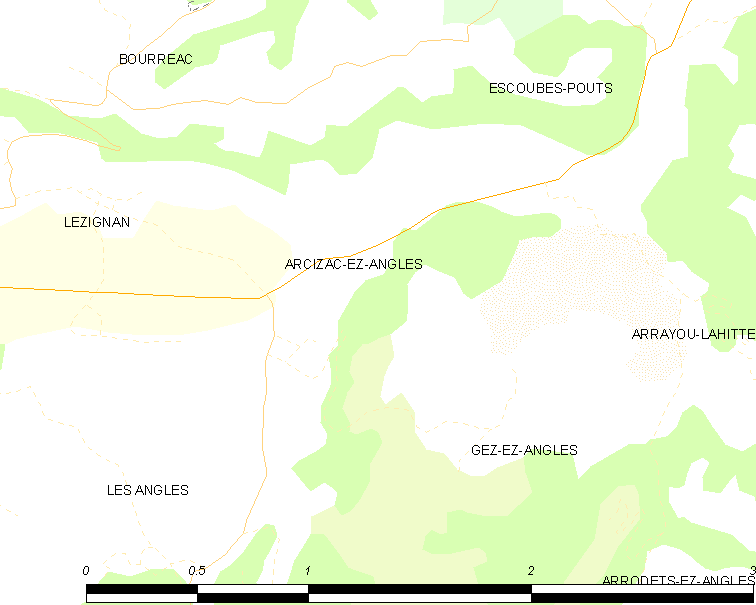
Карта коммуны